# کریستیان ریورو (بازیکن فوتبال)
کریستیان ریورو (انگلیسی: Cristian Rivero؛ زادهٔ ۲۱ مارس ۱۹۹۸) بازیکن فوتبال اهل اسپانیا است.